# Yann Zenou
Yann Zenou est un producteur de cinéma français né le 28 octobre 1974.

## Biographie
Il est président de la société de production Splendido. En 2016, il fonde la société de production Main Journey avec Laurent Zeitoun. 

## Filmographie
- 2009 : Jusqu'à toi de Jennifer Devoldère
- 2009 : Tellement proches d'Olivier Nakache et Eric Toledano
- 2010 : L'Arnacœur de Pascal Chaumeil
- 2011 : Intouchables d'Olivier Nakache et Eric Toledano
- 2011 : Une pure affaire d'Alexandre Coffre
- 2011 : Je n'ai rien oublié de Bruno Chiche
- 2012 : Un plan parfait de Pascal Chaumeil
- 2013 : Eyjafjallajökull d'Alexandre Coffre
- 2013 : Né quelque part de Mohamed Hamidi
- 2014 : Le Père Noël d'Alexandre Coffre
- 2014 : Samba d'Olivier Nakache et Eric Toledano
- 2016 : Ballerina d'Éric Summer et Éric Warin
- 2016 : La Vache de Mohamed Hamidi
- 2017 : La Mort de Staline d'Armando Iannucci
- 2017 : Le Sens de la fête d'Éric Toledano et Olivier Nakache
- 2017 : Un sac de billes de Christian Duguay
- 2025 : La Bonne étoile de Pascal Elbé

### Télévision
- 2015 : Disparue (8 épisodes)
- 2015 : Le Secret d'Élise (6 épisodes)

## Distinctions

### Nominations
- César du meilleur premier film
  - en 2011 pour L'Arnacœur
- César du meilleur film
  - en 2011 pour L'Arnacœur
  - en 2012 pour Intouchables
  - en 2018 pour Le Sens de la fête

- BAFTA 2013 : British Academy Film Award du meilleur film en langue étrangère pour Intouchables
- BAFTA 2018 : British Academy Film Award du meilleur film britannique pour La Mort de Staline